# Mansur Amirasefi
Mansur Amirasefi (pers. منصور امیرآصفی; ur. 19 lipca 1933 w Teheranie, zm. 6 marca 2010 tamże) – irański piłkarz grający na pozycji napastnika.

## Lata młodości
Piłkę nożną zaczął uprawiać w wieku trzynastu lat.

## Kariera klubowa
W latach 1959–1964 był zawodnikiem Baszgah-e Futbal-e Kijan.

## Kariera reprezentacyjna
W latach 1959–1964 rozegrał 15 meczów w reprezentacji Iranu, nie zdobywając ani jednej bramki. Wraz z kadrą wystartował na igrzyskach olimpijskich w 1964, na których Iran zajął ostatnie, 13. miejsce ex aequo z Koreą Południową.

## Kariera trenerska
W 1977 został prezesem związku piłkarskiego prowincji Teheran. W tym samym roku został trenerem Persepolis FC, jednakże z powodu nieporozumień z Alim Parvinem zrezygnował ze stanowiska. Później prowadził jeszcze Ararat Teheran.

## Śmierć
Zmarł 6 marca 2010 w Teheranie na raka. Pochowany został dwa dni później na cmentarzu Zahra w tym samym mieście.